# Nübel
Nübel (duń. Nybøl) – gmina w Niemczech w kraju związkowym Szlezwik-Holsztyn, w powiecie Schleswig-Flensburg, wchodzi w skład związku gmin Amt Südangeln.